# 富切基奥
富切基奥（義大利語：Fucecchio），是意大利佛罗伦斯省的一个市镇。总面积65.13平方公里，人口23340人，人口密度358.4人/平方公里（2009年）。ISTAT代码为048019。